# Блажков, Игорь Иванович
Игорь Иванович Блажков (род. 23 сентября 1936, Киев) — советский и украинский дирижёр, Народный артист Украинской ССР (1990).

## Биография
Окончил дирижёрский факультет Киевской консерватории (1959, класс Александра Климова), в том же году стал дипломантом республиканского конкурса в Киеве, работал дирижёром в Государственном симфоническом оркестре Украины. Переписывался с выдающимися музыкантами Запада, в том числе с Игорем Стравинским, Эдгаром Варезом и Карлхайнцем Штокхаузеном, участвовал в подготовке гастролей Стравинского в СССР (1962). Затем учился в аспирантуре Ленинградской консерватории у Евгения Мравинского (окончил в 1967 г.).
В 1963—1968 гг. работал дирижёром Ленинградской филармонии. Уже на этом этапе, как отмечала в 1965 г. Софья Хентова, «зарекомендовал себя как инициативный исполнитель забытых, малоизвестных произведений». После почти 30-летнего перерыва исполнил Вторую и Третью симфонии Дмитрия Шостаковича. Был уволен решением Коллегии Министерства культуры СССР за исполнение авангардной музыки Арнольда Шёнберга, Антона Веберна, Эдгара Вареза, Чарльза Айвза, Валентина Сильвестрова, Андрея Волконского, Николая Каретникова и др..
В 1969—1976 гг. возглавлял Киевский камерный оркестр, исполнив множество сочинений композиторов разных эпох и стран — от барокко до современных украинских. Практически в каждом концерте коллектива были произведения, помеченные: «В Киеве исполняется впервые», «В СССР исполняется впервые» или «Исполняется впервые». С 1983 года руководил камерным оркестром «Перпетуум мобиле» Союза композиторов Украины, с которым исполнил множество редких и забытых сочинений, в том числе по архивным материалам из собрания Берлинской Певческой академии, вывезенного из Германии после Второй мировой войны и хранившегося в Киеве. Продолжал исполнять и произведения современных композиторов (в частности, Валентина Сильвестрова). В 1988—1994 гг. художественный руководитель и главный дирижёр Государственного симфонического оркестра Украины. Затем был незаконно уволен и остался без работы, в результате чего в 2002 г. эмигрировал в Германию. Живёт в Потсдаме.
По словам одного из критиков, он «известен как дирижёр, которому современные композиторы доверяли ноты с ещё не высохшими чернилами, как музыкант-просветитель, неутомимый исследователь и реставратор забытых шедевров мировой музыкальной литературы». Другой обозреватель называет Блажкова «одним из главных украинских музыкантов XX века». В общей сложности, как утверждается, впервые исполнил около 400 произведений.
В 1986 году Евгений Мравинский писал о Блажкове: 
«Музыкант редкой эрудиции и широчайшего кругозора, И. И. Блажков заслуженно завоевал репутацию талантливого и самобытного дирижёра. Его концерты всегда отмечены и репертуарной новизной, и нестандартностью построения программ, а главное безукоризненным художественным качеством. Будучи музыкантом до предельной степени ответственным и в самом высоком смысле слова — современным, И. И. Блажков демонстрирует в каждом своём концерте тонкий художественный вкус и подлинно современный подход как к выбору сочинений, так и к манере их интерпретации. Музыкантские качества И. И. Блажкова, отшлифованные его редкой по глубине и масштабности культурой, высочайшим профессионализмом и помноженные на достаточно солидный опыт, сделали его ныне одной из самых интересных и ярких фигур в советском дирижёрском искусстве».

## Семья
- Первая жена — музыковед Галина Мокреева (1936—1968).
- Вторая жена — Ирина Морозова (род. 1943).
- Сын (от второго брака) — пианист Кирилл Блажков (род. 1977).

## Почётные звания
- Народный артист Украинской ССР (1990).